# Мисс Интернешнл 2018
Мисс Интернешнл 2018 (англ. Miss International 2018) — прошедший 58-й международный конкурс красоты Мисс Интернешнл, состоявшийся 9 ноября 2018 года в столице Японии — Токио. Девиз конкурса стал "Cheer All Woman". Победительницей конкурса стала представительница Колумбии — Марием Веласко.

## За кулисами
12 апреля 2018 года, на сайте Акеми Шимомуры, президента Международной культурной ассоциации и президента Организации Мисс Интернешнл, было объявлено, что конкурс пройдёт в Tokyo Dome City Hall, Бункё, Токио, Япония. С датой 9 ноября 2018 года.

## Результаты

### Итоговые места
| Результат            | Участница |
| -------------------- | --- |
| Мисс Интернешнл 2018 | - Венесуэла — Марием Веласко |
| 1-я Вице Мисс        | - Филиппины – Ахтиса Манало |
| 2-я Вице Мисс        | - ЮАР – Рибитсве Сечоаро |
| 3-я Вице Мисс        | - Румыния – Бьянка Тирсин |
| 4-я Вице Мисс        | - Колумбия – Анабелла Кастро Сьерра |
| Топ 8                | - Эквадор – Мишель Хюет - Япония – Хинано Сугимото - Испания – Сусана Санчес |
| Топ 15               | - Австралия – Эмили Токич - Индонезия – Ваня Херламбанг - Мадагаскар – Эсмеральда Маллека - Мексика – Небай Торрес - Парагвай – Дейзи Лезкано - Таиланд – Киратига Яруратжамон - Украина – Богдана Тарасык |

## Континентальные королевы
| Награда                 | Участница                        |
| ----------------------- | -------------------------------- |
| Мисс Интернешнл Африка  | - ЮАР – Рибитсве Сечоаро         |
| Мисс Интернешнл Америка | - Аргентина – Росио Магали Перес |
| Мисс Интернешнл Азия    | - Сингапур – Эйлин Фэн           |
| Мисс Интернешнл Европа  | - Нидерланды – Зоэ Амбер Невольд |
| Мисс Интернешнл Океания | - Гуам – Дилиана Тункап          |

## Специальные награды
| Награды                            | Участница                |
| ---------------------------------- | ------------------------ |
| Лучший национальный костюм         | - Эквадор – Мишель Хюет  |
| Лучшее платье                      | - Мексика – Небай Торрес |
| Мисс лучшее тело                   | - Кюрасао – Диона Анжела |
| Мисс Визит Посол по туризму Японии | - Китай – Ван Чаоюань    |

## Участница

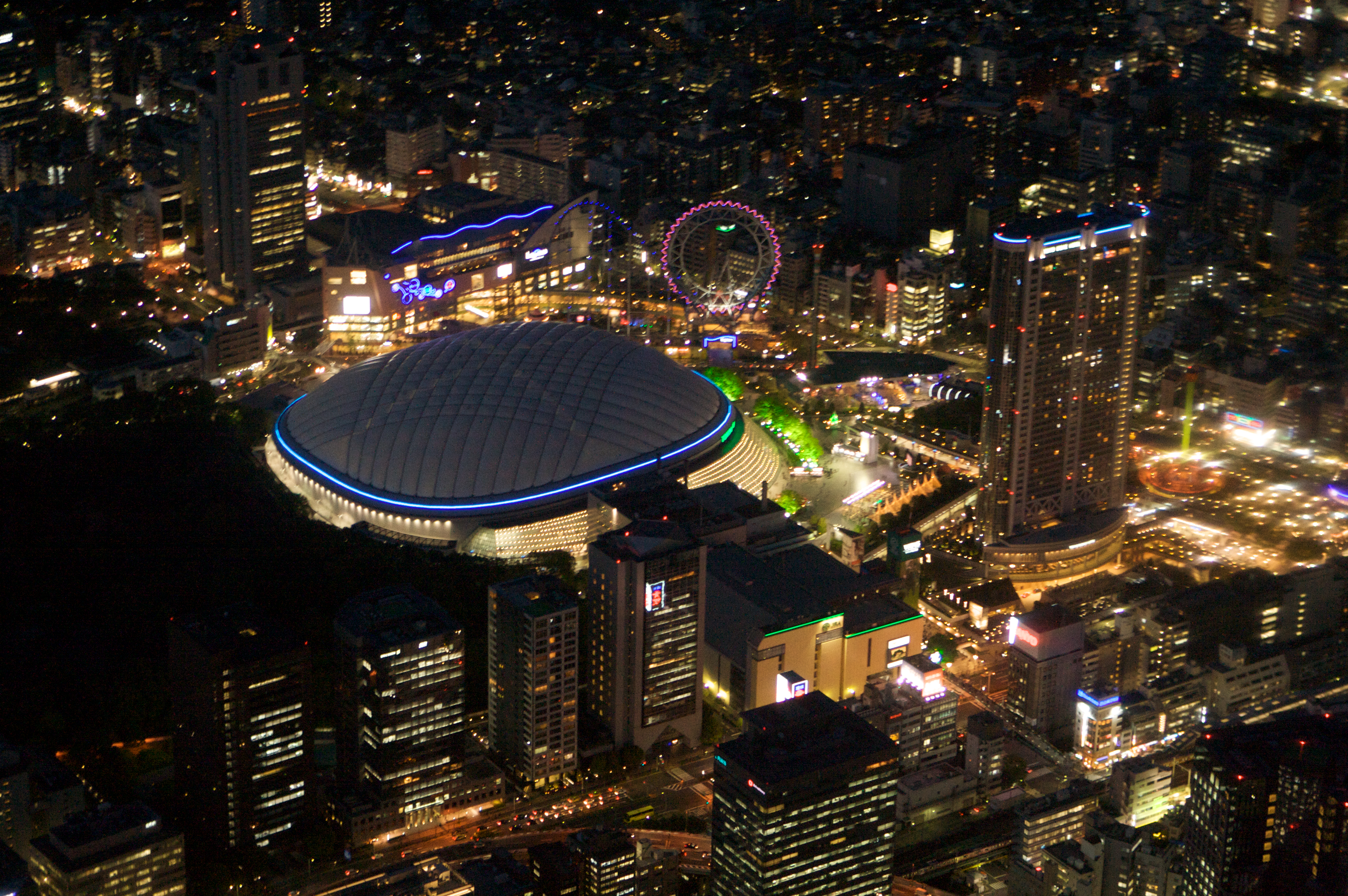
Tokyo Dome City Hall, место проведения конкурса красоты ночью

Список из 77 участниц, которые примут участие в конкурсе красоты:
| Страна/Территория           | Участница                 | Возраст | Родной город/регион |
| --------------------------- | ------------------------- | ------- | ------------------- |
| Аргентина                   | Росио Магали Перес        | 22      | Буэнос-Айрес        |
| Аруба                       | Стефани Анук Эман         | 26      | Ораньестад          |
| Австралия                   | Эмили Токич               | 20      | Канберра            |
| Бельгия                     | Келли Квантен             | 24      | Лёвен               |
| Боливия                     | Мария Елена Антело        | 24      | Бени                |
| Бразилия                    | Стефани Прёгльхёф         | 24      | Сан-Жозе-дус-Кампус |
| Канада                      | Камила Гонсалес           | 21      | Брамптон            |
| Чили                        | Мария Пия Вильчес         | 22      | Ла-Лигуа            |
| Китай                       | Ван Чаоюань               | 24      | Гуйлинь             |
| Колумбия                    | Анабелла Кастро Сьерра    | 21      | Вальедупар          |
| Острова Кука                | Луиза Пуреа               | 20      | Аваруа              |
| Коста-Рика                  | Гленнис Медина Сегура     | 23      | Гуанакасте          |
| Кот-д’Ивуар                 | Джемима Гбато             | 21      | Абиджан             |
| Куба                        | Дженнифер Альварес Руис   | 24      | Гавана              |
| Кюрасао                     | Диона Анжела              | 21      | Виллемстад          |
| Чехия                       | Даниэла Залешакова        | 19      | Мост                |
| Дания                       | Луиза Арильд              | 23      | Фредериксберг       |
| Доминиканская Республика    | Стефани Бустаманте        | 25      | Патерсон            |
| Эквадор                     | Мишель Хюет               | 22      | Гуаякиль            |
| Египет                      | Фара Седки                | 24      | Каир                |
| Сальвадор                   | Эна Сеа                   | 20      | Санта-Ана           |
| Эфиопия                     | Фрезевд Соломон           | 21      | Аддис-Абеба         |
| Финляндия                   | Эви Ихалайнен             | 18      | Лаппеэнранта        |
| Франция                     | Мелани Лабат              | 23      | Поуссан             |
| Германия                    | Франциска Акс             | 23      | Дюссельдорф         |
| Гана                        | Бенедикта Нана Аджей      | 22      | Ист Легон           |
| Гваделупа                   | Сара Эруам                | 18      | Ле Госьер           |
| Гуам                        | Дилиана Тункап            | 22      | Хагатна             |
| Гватемала                   | Габриэла Кастильо         | 20      | Гватемала           |
| Гаити                       | Кассандра Шери            | 23      | Порт-о-Пренс        |
| Гавайи                      | Оливия Эвелин Уоллс       | 21      | Гонолулу            |
| Гондурас                    | Валерия Кардона           | 20      | Тегусигальпа        |
| Гонконг                     | Кармани Вонг              | 24      | Цзюлун              |
| Венгрия                     | Фрида Мацко               | 22      | Вац                 |
| Индия                       | Танишга Босале            | 19      | Пуна                |
| Индонезия                   | Ваня Херламбанг           | 21      | Тангеранг           |
| Япония                      | Хинано Сугимото           | 21      | Токио               |
| Кения                       | Айви Ньянгаси Мидо        | 22      | Наироби             |
| Республика Корея            | Еджин Сео                 | 21      | Сеул                |
| Лаос                        | Пиямарт Пунпасут          | 24      | Вьентьян            |
| Ливан                       | Рейчел Юнан               | 23      | Бейрут              |
| Макао                       | Черри Чин                 | 24      | Тайпа               |
| Мадагаскар                  | Эсмеральда Маллека        | 25      | Вохемар             |
| Малайзия                    | Мэнди Лоо                 | 22      | Джорджтаун          |
| Маврикий                    | Ашна Ноокоолоо            | 22      | Кьюрпайп            |
| Мексика                     | Небай Торрес              | 25      | Гвадалахара         |
| Молдова                     | Даниэла Марин             | 19      | Леова               |
| Монголия                    | Мункхимег Батжаргал       | 20      | Улан-Батор          |
| Мьянма                      | Мэй Ю Катар               | 19      | Янгон               |
| Непал                       | Ронали Аматя              | 22      | Катманду            |
| Нидерланды                  | Зоэ Амбер Невольд         | 20      | Ассен               |
| Новая Зеландия              | Наташа Кристина Ункович   | 24      | Восточный Окледн    |
| Никарагуа                   | Стефания Алеман           | 27      | Масая               |
| Северные Марианские Острова | Селин Кабрера             | 23      | Сайпан              |
| Панама                      | Ширель Ортиз              | 22      | Панама (город)      |
| Парагвай                    | Дейзи Диана Лезкано Рохас | 24      | Сан-Лоренсо         |
| Перу                        | Марелид Элизабет Медина   | 24      | Кальяо              |
| Филиппины                   | Ахтиса Манало             | 21      | Канделария          |
| Польша                      | Марта Полуцка             | 26      | Сопот               |
| Португалия                  | Карина Нето               | 21      | Гондомар            |
| Пуэрто-Рико                 | Ярелис Сальгадо           | 24      | Ноа Альта           |
| Румыния                     | Бьянка Тирсин             | 20      | Арад                |
| Россия                      | Галина Лукина             | 26      | Уфа                 |
| Сингапур                    | Эйлин Фэн                 | 22      | Сингапур            |
| Словакия                    | Радка Грендова            | 20      | Ревуца              |
| ЮАР                         | Рибитсве Сечоаро          | 24      | Претория            |
| Испания                     | Сусана Санчес             | 25      | Претория            |
| Шри-Ланка                   | Натали Фернандо           | 24      | Коломбо             |
| Швеция                      | Изабелл Хан               | 26      | Линчёпинг           |
| Тайбэй                      | Као Ман Чжун              | 21      | Тайчжун             |
| Таиланд                     | Киратига Яруратжамон      | 23      | Пхитсанулок         |
| Украина                     | Богдана Тарасык           | 23      | Кривой Рог          |
| Великобритания              | Шарон Гаффка              | 22      | Оксфорд             |
| США                         | Бонни Уоллс               | 24      | Нью-Йорк            |
| Венесуэла                   | Марием Веласко            | 20      | Сан Томе            |
| Вьетнам                     | Нгуен Тук Ту Тиен         | 20      | Хошимин             |
| Зимбабве                    | Таня Татенда Аарон        | 22      | Хараре              |

## Примечание

### Вернулись
Последний раз участвовали в 1961 году:
- Мадагаскар

Последний раз участвовали в 1999 году:
- Кот-д’Ивуар

Последний раз участвовали в 2011 году:
- Зимбабве

Последний раз участвовали в 2014 году:
- Египет
- Германия

Последний раз участвовали в 2015 году:
- Кения
- Румыния

Последний раз участвовали в 2016 году:
- Аргентина
- Аруба[81]
- Куба
- Дания
- Гуам
- Северные Марианские Острова
- Пуэрто-Рико
- Шри-Ланка

### Замены
1. ↑  Гаити – Организаторы «Мисс Гаити» проинформировали прессу и общественность о том, что Гаити будет представлена на 58-м конкурсе красоты «Мисс Интернешнл» с 21 октября по 9 ноября в Японии участницей Кассандра Шери. Но из-за новых правил «Мисс Интернешнл» заменила Мерли Флеураригад, избранную 5 июля на заключительной церемонии конкурса «Мисс Гаити 2018 года».[32]
2. ↑  Валерия Кардона заменила в последнюю минуту Майра Фуэнтес (Miss Catacamas).[35]
3. ↑  ВЬЕТНАМ – Нгуен Тук Ту Тиен была выбрана для участия в конкурсе «Мисс Интернешнл 2018», владелец франшизы «Мисс Интернешнл» во Вьетнаме в качестве замены победительницы Нгуен Тук Ту Ан, которая не смогла участвовать в конкурсе из-за проблем со здоровьем.

### Обозначения
1. ↑  АРГЕНТИНА - Росио Перес была выбрана представлять Аргентину на конкурсе «Мисс Интернешнл 2018», организацией «Belleza Argentina», официальным представителем франшизы «Мисс Интернешнл» в Аргентине.
2. ↑  АРУБА – Стефани Анук Эман была выбрана представлять Арубу на конкурсе красоты. Стефани была «Мисс мира Аруба 2017».
3. ↑  БЕЛЬГИЯ – Келли Квантен была выбрана «Мисс Интернешнл Бельгия 2018» после онлайн голосования.
4. ↑  КОЛУМБИЯ – Анабелла Кастро Сьерра была выбрана представлять Колумбию на конкурсе «Мисс Интернешнл 2018». Раймундо Ангуло Писарро, президент конкурса национального конкурса Колумбии после выпуска проведения в 2018 году, сообщил, что победительница собирается представлять страну в 2019 году на международных конкурсах.
5. ↑  КЕНИЯ – Айви Ньянгаси Мидо была выбрана для участия в «Мисс Интернешнл 2018». Она была обладательницей титула «Мисс Супранешнл Кения 2018».
6. ↑  КОРЕЯ – Еджин Сео была выбрана представлять страну на «Мисс Интернешнл 2018». Участница из Южной Кореи стала первой из двух обладательницей титула 1-я Вице мисс на национальном конкурсе красоты.
7. ↑  МЕКСИКА – Небай Торрес была выбрана для участия «Мисс Интернешнл 2018». Небай Торрес стала 4-й Вице мисс на «Мисс Вселенная Мексика 2018».
8. ↑  МОЛДОВА – Даниэла Марин была выбрана для участия на «Мисс Интернешнл 2018». Стала победительницей «Мисс Молдова 2016», участвовала в другом международном конкурсе красоты «Мисс мира 201» проходивший в США.
9. ↑  Пуэрто-Рико – Ярелис Сальгадо была выбрана представлять Пуэрто-Рико на «Мисс Интернешнл 2018». Ярелис Сальгадо стала 2-й Вице мисс на национальному конкурсе «Мисс Земля Пуэрто-Рико 2018».

## Участие в других международных конкурсах
Список участниц, которые участвовали или будут участвовать в других международных или
региональных конкурсах красоты: